# Litoria rubella
Litoria rubella е вид земноводно от семейство Дървесници (Hylidae).

## Разпространение
Видът е разпространен в Австралия, Източен Тимор, Индонезия и Папуа Нова Гвинея.